# Ilaria Capitanelli
Ilaria Capitanelli (Bari, 4 luglio 2002) è una calciatrice italiana, difensore della Ternana.

## Caratteristiche tecniche
Gioca come esterno sinistro, sia basso che alto.

## Carriera

### Club
Nata a Bari nel 2002, Capitanelli ha esordito in Serie B con la squadra principale della sua città, la Pink Sport Time, a 14 anni, entrando al 15' dell'8ª giornata di campionato, una vittoria per 2-0 in trasferta contro il Grifone, il 4 dicembre 2016. Alla prima stagione ha collezionato 2 presenze, vincendo il girone D di Serie B a pari punti con la Roma CF, poi battuta ai rigori nello spareggio promozione a Città Sant'Angelo il 21 maggio 2017.
Dopo altre 2 presenze in prima squadra, in Coppa Italia, nella stagione 2019-2020 è entrata a pieno titolo nella formazione militante in Serie A, debuttando in massima serie il 14 settembre 2019, alla 1ª di campionato, schierata titolare nel 3-3 casalingo contro il Sassuolo.
Nel luglio 2021 la società barese la cede al Napoli, disputando la prima parte della stagione vestendo la maglia del club partenopeo, rientrando dal prestito però già durante la sessione invernale di calciomercato, dopo aver maturato 5 presenze nella massima serie.
Dopo aver concluso l'annata con le pugliesi, nel luglio del 2022 Capitanelli si è unita ufficialmente alla neo-costituita Ternana, che solo pochi giorni prima aveva ufficialmente rilevato proprio il titolo sportivo della Pink Bari.

### Nazionale
Da fine 2019 fa parte della nazionale Under-23 italiana.

## Statistiche

### Presenze e reti nei club
Statistiche aggiornate al 12 luglio 2022.
| Stagione               | Squadra                | Campionato             | Campionato | Campionato | Coppe nazionali | Coppe nazionali | Coppe nazionali | Coppe continentali | Coppe continentali | Coppe continentali | Altre coppe | Altre coppe | Altre coppe | Totale | Totale |
| Stagione               | Squadra                | Comp                   | Pres       | Reti       | Comp            | Pres            | Reti            | Comp               | Pres               | Reti               | Comp        | Pres        | Reti        | Pres   | Reti   |
| ---------------------- | ---------------------- | ---------------------- | ---------- | ---------- | --------------- | --------------- | --------------- | ------------------ | ------------------ | ------------------ | ----------- | ----------- | ----------- | ------ | ------ |
| 2016-2017              | Pink Sport Time        | B                      | 2          | 0          | CI              | 1               | 0               | -                  | -                  | -                  | -           | -           | -           | 3      | 0      |
| 2017-2018              | Pink Sport Time        | A                      | 0          | 0          | CI              | 1               | 0               | -                  | -                  | -                  | -           | -           | -           | 1      | 0      |
| 2018-2019              | Pink Sport Time        | A                      | 0          | 0          | CI              | 0               | 0               | -                  | -                  | -                  | -           | -           | -           | 0      | 0      |
| 2019-2020              | Pink Sport Time        | A                      | 15         | 0          | CI              | 2               | 0               | -                  | -                  | -                  | -           | -           | -           | 17     | 0      |
| 2020-2021              | Pink Sport Time        | A                      | 19         | 1          | CI              | 2               | 0               | -                  | -                  | -                  | -           | -           | -           | 21     | 1      |
| 2021-2022              | Napoli                 | A                      | 5          | 0          | CI              | 0               | 0               | -                  | -                  | -                  | -           | -           | -           | 5      | 0      |
| 2021-2022              | Pink Sport Time        | B                      | 15         | 0          | CI              | 0               | 0               | -                  | -                  | -                  | -           | -           | -           | 15     | 0      |
| Totale Pink Sport Time | Totale Pink Sport Time | Totale Pink Sport Time | 51         | 1          | -               | 6               | 0               | -                  | -                  | -                  | -           | -           | -           | 57     | 1      |
| Totale carriera        | Totale carriera        | Totale carriera        | 56         | 1          | -               | 6               | 0               | -                  | -                  | -                  | -           | -           | -           | 62     | 1      |

## Palmarès

### Club
- Campionato italiano di Serie B: 2

Pink Sport Time: 2016-2017 (girone D)
Ternana: 2024-2025